# Enrique Meneses
Enrique Meneses Miniaty (Madrid, 21 d'octubre de 1929 - 6 de gener de 2013) va ser un periodista, escriptor i fotògraf espanyol. Els seus pares, originaris de la província de Palència, procedien de família d'orfebres i argenters. Va passar part de la seva infància a París, on va viure l'ocupació alemanya durant la Segona Guerra Mundial. Al final de la contesa es va traslladar amb la seva família a Portugal, mentre el pare volava a Buenos Aires per treballar com a periodista. Va acabar el batxillerat francès i l'espanyol.

## Biografia
Va cursar estudis de dret a la Universitat de Salamanca i Madrid. Va fer els cursos especials per a professionals de periodisme, encara que ja havia publicat el seu primer reportatge el 1947 amb motiu de la mort de Manolete amb disset anys. Va publicar en nombrosos diaris d'Amèrica Llatina. Va crear una agència, Prensa Universal, que va tancar un any després del seu naixement per haver publicat articles de Jesús Galíndez, exiliat basc a Nova York.
El 1954 va anar a viure a Egipte, on va col·laborar en la premsa local. El 1956 va travessar Àfrica des del Caire fins a Ciutat del Cap i va tornar de nou al Caire. Al seu retorn a la capital egípcia, el 1956, va cobrir la guerra del canal de Suez per a Paris Match i Informaciones.
El 1958 es va desplaçar a Cuba, on es va convertir en el primer reporter que conviu, durant quatre mesos, amb els revolucionaris cubans a Sierra Maestra. Allí va conèixer Fidel Castro i Che Guevara. Alguns mesos abans de la seva sortida de l'illa, on va estar pres de la policia de Batista durant una setmana, va aconseguir enviar el seu reportatge sobre la revolució cubana a la revista Paris Match. Aquest article va causar gran sensació a nivell mundial.
Va ser corresponsal a l'Índia i també a Orient Mitjà durant set anys per a la revista Paris Match. Durant dos anys va exercir a Europa de periodista independent i va fundar la cooperativa Delta Press. El 1962 va marxar a Nova York on va mantenir la seva condició d'independent fins a novembre de 1963, any de l'assassinat del president Kennedy. El 1964 va fundar l'agència Fotopress per al Grupo Prensa Española. A Televisió Espanyola (TVE) va dirigir el programa A toda Plana (1964 i 1965). El 1972 vva ser director general d'ABC de Las Américas. El 1973 va tornar a Televisió Espanyola per treballar al programa Los Reporteros. Va dirigir l'edició espanyola de Lui i el 1976 va passar a ser director de l'edició espanyola de Playboy.
El 1982 va crear i va exercir de director del programa Los Aventureros a Radio Nacional. El 1983 va realitzar la sèrie Robinson en África per TVE.
En la seva dilatada trajectòria ha publicat en publicacions tan destacades com Stern, Época (Itàlia), Cambio 16', Gaceta Ilustrada, La Actualidad Española.
Va entrevistar a alguns dels personatges més decisius de la història contemporània; a Nasser, al rei Hussein I de Jordània, al rei Fàysal d'Aràbia, al Dalai-lama, el xa de l'Iran, Farah Pahlavi, Salvador Dalí, Martin Luther King, Muhammad Ali, entre d'altres.
Cal destacar també la cobertura que va oferir del dia de "la marxa pel treball i la llibertat dels afroamericans" encapçalada per Martin Luther King (1963), així com de la guerra de Rhodèsia, d'Angola, de Bangladesh quan es va independitzar del Pakistan. Va cobrir també el setge de Sarajevo el 1993.
Destaca la publicació dels següents llibres: Fidel Castro (1966), Nasser, el último faraón (1970), La bruja desnuda (1976), Seso y Sexo (1979), La nostalgia es un error, José Luis de Vilallonga (1980), Escrito en carne (1981), Una experiencia humana… Robinson en África (1984), Castro, empieza la revolución (1995), África, de Cairo a Cabo (1998) i Hasta Aquí Hemos Llegado (març de 2006). Cada dimecres, des del naixement del diari i fins a la seva desaparició com a mitjà en paper, va escriure una columna d'internacional en el diari Público.
Va morir el 6 de gener de 2013 a Madrid.